# József Braun
József Braun (Budapest, 26 febbraio 1901 – Charkiv, febbraio 1943) è stato un calciatore ungherese, di ruolo attaccante.

## Carriera
Ala destra fra le migliori della sua generazione, esordì giovanissimo nelle file dell'MTK e vi rimase fino al 1928, vivendo da protagonista l'epoca d'oro del club. Infatti dal suo esordio fino al 1925 la squadra vinse ogni anno il campionato ungheresi, per un totale di 9 titoli di campione d'Ungheria ottenuti in carriera. Ad essi si sommarono anche due Coppe nazionali, vinte nel 1923 e nel 1925.
La sua carriera fu però tormentata dagli infortuni, che la accorciarono notevolmente, il primo dei quali subito già a vent'anni nel 1921. Giocò la sua ultima partita in Nazionale a soli venticinque anni, ed un paio di anni dopo lasciò l'MTK per andare a disputare le ultime stagioni della sua carriera in America.
Allenò poi in Slovacchia (nazione che dovette lasciare quando il clima di antisemitismo peggiorò con l'avvicinarsi della Seconda guerra mondiale) ed in patria. Fu una delle vittime della Shoah, morendo nel 1943 in un campo di concentramento in Ucraina.

## Palmarès

### Giocatore

#### Competizioni nazionali
- Campionato ungherese: 9

MTK Budapest: 1916-1917, 1917-1918, 1918-1919, 1919-1920, 1920-1921, 1921-1922, 1922-1923, 1923-1924, 1924-1925
- Coppa d'Ungheria: 2

MTK Budapest: 1922-1923, 1924-1925